# دانترولین
دانترولن (به انگلیسی: Dantrolene Sodium)
رده درمانی: شل‌کننده عضلات مخطط با اثر مرکزی .
اشکال دارویی: آمپول، کپسول
فارماکوکینتیک: متابولیسم دانترولن کبدی‌است.
موارد مصرف: دانترولن در درمان اسپاسم و به‌عنوان داروی کمکی در درمان هیپرترمی بدخیم، سندرم نورولپتیک‌بدخیم، کمبود فسفریلاز عضلات و رشدناقص و ناهنجار عضلانی نوع Duchenneبه‌کار می‌رود. اسپاستیسیتی مزمن ناشی از اختلالات نرون‌های حرکتی فوقانی (نظیر ضایعات طناب نخاعی، سکته مغزی، فلج مغزی با اسکلروز مالتیپل)

## مکانیسم اثر
دانترولن در آزاد شدن یون کلسیم از رتیکولوم سارکوپلاسمیک دخالت کرده از افزایش غلظت یون کلسیم‌میوپلاسم جلوگیری یا آن را کاهش می‌دهد. با کاهش یون کلسیم، فعالیت مسیرهای کاتابولیکی که همراه با سندرم هیپرترمی بدخیم است، کاهش می‌یابد. دانترولن همچنین به‌طور مستقیم‌بر روی عضلات اسکلتی عمل کرده وارتباط بین تحریک عصبی و انقباض را، از طریق تداخل با آزاد شدن یون کلسیم از رتیکولوم سارکوپلاسمیک، قطع می‌کند وانقباض عضلانی ناشی از بازتاب (رفلکس) را کاهش می‌دهد.
نیمه عمر تزریق وریدی ۴-۸ ساعت‌و از راه خوراکی، ۸/۷ ساعت می‌باشد.شروع اثر آن در اسپاسم‌های ناشی ازاختلال نورونهای حرکتی، یک هفته بعد از مصرف است. دفع دارو کلیوی است.

## عوارض جانبی
بیشترین عوارض جانبی شامل خواب آلودگی ، سرگیجه ، ضعف ، بی حالی عمومی ، خستگی و اسهال است.  
عوارض جانبی سیستم عصبی مرکزی شامل اختلالات گفتاری و بینایی ، افسردگی و احساس گیجی، توهم ، سردرد ، بی خوابی و تشدید یا ایجاد حملات  تشنجی وپلورال افیوژن همراه با التهاب کیسه فیبری اطراف قلب (فقط در درمان خوراکی) ، موارد نادر آسیب مغز استخوان ، دردهای عضلانی منتشر ، کمردرد ، واکنش های پوستی ، واکنش های قلبی عروقی گذرا و کریستال های ادرار نیز دیده شده است. ضعف عضلانی ممکن است چندین روز پس از درمان ادامه یابد. افزایش عصبی شدن است. موارد نادر سرکوب تنفسی یا احساس خفگی مشاهده شده است. دانترولن اغلب باعث ایجاد رخوت شدید می شود به گونه ای که کار با ماشین الات یا رانندگی امکانپذیر نیست.
اثرها بر دستگاه گوارش شامل مزه بد دهان، کاهش اشتها ، حالت تهوع ، استفراغ ، گرفتگی شکم و اسهال است. عوارض جانبی کبدی ممکن است به صورت افزایش بدون علامت آنزیمهای کبدی و / یا بیلی روبین و یا در حالت شدیدتر به صورت التهاب کشنده یا  غیر کشنده کبدی دیده شود . خطر التهاب کبد با طول دوره درمان و دوز روزانه مرتبط است.آزمون های کبدی باید مکررا چک شوند..

## تداخل دارویی
دانترولین ممکن است با داروهای زیر تداخل داشته باشد: 
- مسدود کننده های کانال کلسیم از نوع دیلتیازم / وراپامیل : درمان وریدی با داروی دانترولن همزمان با مسدود کننده کانال کلسیم ممکن است منجر به کلاپس شدید قلب و عروق ، ریتم غیر طبیعی قلب ، سرک.ب عملکرد قلب و بالا رفتن پتاسیم خون شود.
- عوامل انسداد عصبی عضلانی غیرپلاریزه ، مانند وکورونیوم بروماید: انسداد مسیر عصبی عضلانی تقویت می شود.
- سرکوب CNS: عمل آرام بخشی تقویت می شود. بنزودیازپین ها همچنین ممکن است باعث ضعف عضلانی بیشتری شوند.
- پیشگیری از بارداری خوراکی و درمان جایگزینی هورمون با استروژن ها ممکن است سمیت کبدی دانترولین را افزایش دهد ، به ویژه در زنان بالای 35 سال.

## موارد منع مصرف
در بیماری فعال کبدی‌مثل هپاتیت یا سیروز به‌دلیل افزایش خطربروز مسمومیت کبدی، مگر در درمان‌بحران هیپرترمی بدخیم نباید مصرف‌شود.